# Kapelle Atiart

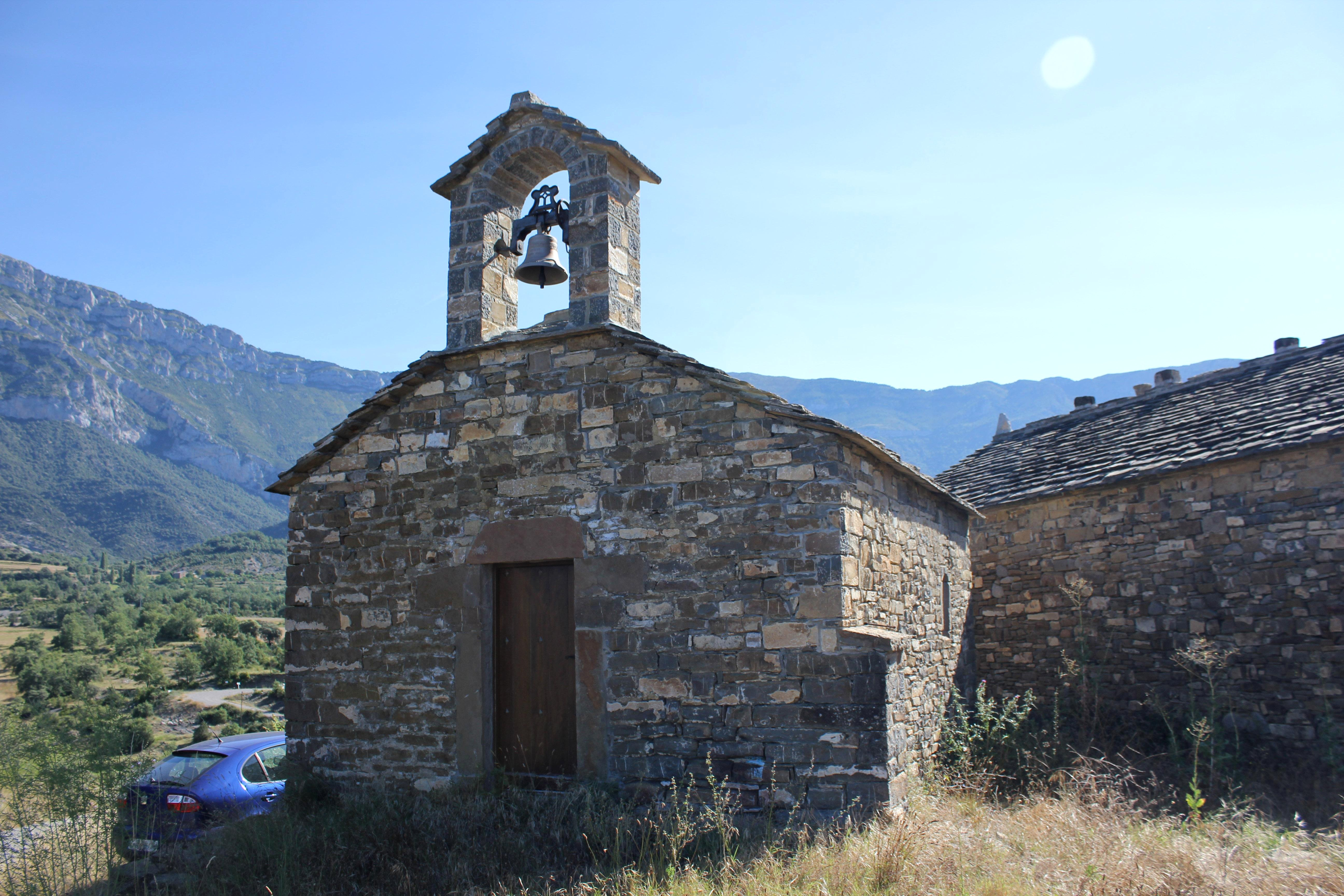
Kapelle in Atiart

Die Kapelle in Atiart, einem Ortsteil der spanischen Gemeinde La Fueva in der Provinz Huesca der Autonomen Gemeinschaft Aragonien,  ist als Bien de Interés Cultural (Baudenkmal) klassifiziert.
Die Kapelle im verlassenen Dorf besitzt eine rechteckige Apsis und auf dem Satteldach sitzt ein Glockengiebel. Der schlichte Eingang befindet sich im Westen.